# Reformpartei (Süd-Korea)
Die Reformpartei (GSP, koreanisch: 개혁신당, in lateinischen Buchstaben: Gaehyeok-sin-dang, wörtlich: Neue Reformpartei) ist eine südkoreanische politische Partei, kommissarisch geführt von Chun Ha-ram. Während es ursprünglich von Lee Jun-seok, dem ehemaligen Vorsitzenden der konservativen Partei Gungminui-him (GHP), nach seinem Verlassen der GHP als konservative Partei gegründet wurde, hat es sich infolgedessen mit verschiedenen Parteien und Fraktionen, die von Politiker geführt worden, die ehemalig mit der liberalen Deobureo-minju-Partei (DMP) und der progressiven Jeongui-Partei (JP) assoziiert waren, zusammengeschlossen.

## Geschichte
Der Gründungskongress der Reformpartei wurde am 20. Januar 2024 abgehalten. Auf dem Gründungskongress wurde die Intention geäußert, eine „dritte Gewalt“ zu schaffen, welche die Reformpartei einschließen würde, als Opposition gegenüber der DMP und GHP. Die neue Partei brachte ihre Bereitschaft zum Ausdruck, Koalitionen zu schaffen. Neben Lee Jun-Seok als Parteivorsitzender, wurde Kim Yong-nam, ein konservativer Politiker, zum Vorsitzender des politischen Ausschusses der Partei bestimmt.
Am 24. Januar 2024, schloss sich Yang Hyang-jas pragmatische Hangugui-huimang-Partei (HHP) der Reformpartei, angesichts der Parlamentswahl 2024, an. Am 09. Februar wurde bekanntgegeben, dass sich die reformistische Sae-milae-minju-Partei (SMMP), geführt von Lee Nak-yon, anschließen würde, um die Reformpartei zu schaffen. Diese Partei sollte von Lee Jun-seok und Lee Nak-yon geführt werden.
Am 20. Februar 2024 kündigten Lee Nak-yon und die SMP den Rückzug der Vereinigung mit der Reformpartei an. Kim Jong-min, ein Abgeordnete, der Lee nahe steht, verließ ebenfalls die Partei um der neuen Saeloun-milae-Partei (SMP) erneut beizutreten.
Im April 2025 widersprach die Partei Hong Joon-pyos Vorschlag, dass sich die Reformpartei der GHP anschließt, dass mit der Opposition bezüglich der Unterstützung der GHP für Yoon Suk-yeol nach der Krise, die durch die Kriegsrechtserklärung 2024 ausgelöst wurde, begründet wurde.

## Ideologie
Ursprünglich bestand die Reformpartei aus moderaten Konservativen, konzentriert um Lee Jun-seok. Politisch der Mitte zugeordnete Politiker, die ehemalig der Bareun-mirae-Partei angehörten, schlossen sich an. Mitglieder der progressiven Jeongui-Partei (JP), die eher mittig-links sind und sich weigerten, einer Wahlallianz mit der grünen Noksaek-Partei (NP) anzuschließen, verließen die Partei und traten der Wahlallianz bei. Nach der aufeinanderfolgenden Zusammenschlüsse anderer Parteien und Faktionen entwickelte sich die Partei zu einer Catch-all-Partei, die aus Mitglieder von verschiedenen politischen Positionen besteht.
Weil die verschiedenen Faktionen zusammengeschlossen wurden, um einen politischen mittigen Block angesichts der Parlamentswahl 2024 zu gründen, blieben die Parteimitglieder gespalten in ideologischen Linien.